# Vertrag von Tientsin
| Vertrag von Tientsin     | Vertrag von Tientsin           |
| Chinesischer Name        | Chinesischer Name              |
| ------------------------ | ------------------------------ |
| Kurzzeichen              | 中日天津会议专条               |
| Langzeichen              | 中日天津會議專條               |
| Pinyin                   | Zōngrì tiānjīn huìyì zhuāntiáo |
| Japanischer Name         |                                |
| Kanji                    | 天津条約                       |
| Hepburn                  | Tenshin jōyaku                 |
| Koreanischer Name        |                                |
| Hangeul                  | 톈진 조약                      |
| Hanja                    | 天津條約                       |
| Revidierte Romanisierung | Tyenjin joyak                  |
| McCune-Reischauer        | T'yenjin choyak                |

Der Vertrag von Tientsin war eine Vereinbarung zwischen dem Kaiserreich China der Qing-Dynastie und dem Kaiserreich Japan der Meiji-Zeit. Er wurde von beiden Seiten am 18. April 1885 in Tientsin unterschrieben. Man nannte diesen auch „Li-Itō-Vertrag“, nach den beiden Verhandlungsführern Li Hongzhang für die chinesische und Itō Hirobumi für die japanische Seite.
Nach dem Gapsin-Putsch 1884 im Korea der Joseon-Dynastie eskalierten die Spannungen zwischen China und Japan aufgrund beiderseitiger Hegemonie bezüglich der Koreanischen Halbinsel. Um diese Spannungen abzubauen, wurde nach umfassenden Verhandlungen folgende Einigung erzielt:
1. Beide Nationen werden ihre Truppen innerhalb von vier Monaten nach Signierung des Vertrages aus Korea zurückziehen.
2. Der König von Korea, Gojong, wird beraten werden in der Anheuerung von Militärausbildern einer dritten Nation, damit dadurch die koreanische Armee trainiert werden kann.
3. Keine Nation wird Truppen nach Korea senden, ohne vorher die andere Seite zu konsultieren.

Der Vertrag schob Chinas Forderung nach einer ausschließlichen Kontrolle über Korea einen Riegel vor und machte Korea zu einem beiderseitigen Protektorat, sowohl von Japan, als auch von China. Trotz der Verhandlungen war für beide Seiten der Vertrag kein ernst zu nehmendes Vorbeugungsmittel gegen weitere Konflikte. Die nächste ernsthafte Konfrontation bezüglich Korea eskalierte alsbald zum Ersten Japanisch-Chinesischen Krieg.